# Hanns Schloß
Hanns Schloß (* 3. März 1903 in Saarbrücken; † 6. Januar 1986 in Starnberg) war ein deutscher Ingenieur und Politiker (FDP/DVP).

## Leben und Beruf
Nach dem Besuch der Volksschule in Saarbrücken, der Realschule in Speyer und der Oberrealschule in Ludwigshafen am Rhein absolvierte Schloß ein Volontariat in einem Flugzeugwerk, in einem Sägewerk und in einer Zelluloidfabrik. Danach nahm er als Werkstudent ein Studium der Elektrotechnik auf, das er mit der Prüfung zum Diplom-Ingenieur beendete.
Schloß war von 1926 bis 1933 als Handelsvertreter und Journalist bei verschiedenen Zeitungen und Pressekorrespondenzen in der Pfalz tätig. Er engagierte sich in der Jugendbewegung, arbeitete seit 1933 als Kaufmann und wurde später Abteilungsleiter und Prokurist.

## Politik
Schloß zählte zu den Gründern der Demokratischen Volkspartei (DVP) in Mannheim und war zeitweise Vorsitzender des FDP/DVP-Kreisverbandes Mannheim-Land. Darüber hinaus gehörte er dem geschäftsführenden Landesvorstand der FDP Baden-Württemberg an. 1946 wurde er in den Rat der Stadt Schriesheim gewählt. Er war von 1946 bis 1952 Abgeordneter des Landtages von Württemberg-Baden, gehörte im Anschluss der Verfassunggebenden Landesversammlung Baden-Württembergs an und war bis zu seiner Mandatsniederlegung am 29. Dezember 1953 Mitglied des baden-württembergischen Landtages. Dem Deutschen Bundestag gehörte er von 1953 bis 1957 an. Er war über die Landesliste der FDP Baden-Württemberg ins Parlament eingezogen.